# Gintaras Linas Grušas
Gintaras Linas Grušas (Washington D.C., 23 de setembro de 1961) é um arcebispo católico lituano, actualmente arcebispo de Vilnius.

## Vida
Após concluir os estudos primários e secundários, frequentou a Universidade da Califórnia em Los Angeles e obteve o título de engenheiro informático em 1983 com a conclusão do bacharelato em Matemática e Ciências Computacionais. Estudou na Universidade Franciscana de Steubenville, entre 1989 e 1990, no Pontifício Colégio Beda em Roma entre 1990 e 1993 e no Colégio Lituano de São Casimiro na mesma cidade, entre 1993 e 1994. Obteve neste último ano o bacharelato em Teologia pela Pontifícia Universidade de São Tomás de Aquino, e posteriormente, a licenciatura (1999) e o doutoramento (2001) em Direito Canónico.
Foi ordenado presbítero a 25 de junho de 1994 na Arquidiocese de Vilnius, por Audrys Juozas Bačkis, e desempenhou as funções de Secretário Geral da Conferência Episcopal Lituana (1994-1997) e Reitor do Seminário Maior de Vilnius (2001-2003). Em 2004 voltou a ocupar o cargo de Secretário Geral da Conferência Episcopal Lituana, sendo também Conselheiro Eclesiástico da Federação Católica Lituana de «Ateitis», presidente da Comissão de tradução do Código de Direito Canónico para a Língua Lituana, membro da Comissão bilateral para o cumprimento do acordo entre a Santa Sé e a Lituânia, do comité directivo da editora «Kataliku pasaulis», da Comissão «Justiça e Paz» Lituana, do Comité administrativo para o Milénio da Lituânia e de «Vilnius, Capital Europeia».
Em 19 de junho de 2010 foi nomeado ordinário militar para a Lituânia, por Papa Bento XVI. A ordenação episcopal decorreu a 4 de setembro e teve como ordenante Audrys Juozas Bačkis e como co-ordenantes Sigitas Tamkevicius S.J. e Eugenijus Bartulis.
Em 5 de abril de 2013 foi nomeado arcebispo de Vilnius pelo Papa Francisco, substituindo o cardeal Audrys Juozas Bačkis.
Em 25 de setembro de 2021, foi eleito como presidente do Conselho das Conferências Episcopais da Europa.